# Arthur Kreienbrinck
Arthur Kreienbrinck (* 4. September 1955) ist ein ehemaliger deutscher Fußballspieler, welcher in der Saison 1978/79 ein Länderspiel in der deutschen Fußballnationalmannschaft der Amateure absolviert hat. Von 1977 bis 1981 hat der Defensivspieler in der Fußball-Oberliga Nord für den HSV Barmbek-Uhlenhorst 60 Spiele absolviert und sechs Tore erzielt.

## Laufbahn
Arthur Kreienbrinck kam zur Saison 1977/78 aus dem Hamburger Stadtteil Hamburg-Farmsen-Berne vom dortigen TuS Berne zu den Blau-Gelben von Barmbek-Uhlenhorst, welche ihre Verbandsspiele in der Amateuroberliga Nord austrugen. In seinem ersten Oberligajahr, 1977/78, belegte „BU“ unter Trainer Bernd Brehme und den Leistungsträgern Wolfgang Kampf, Sigmund Malek, Ulrich Schulz und Manfred Waack den fünften Rang. Der Neuzugang aus Berne hatte 30 Ligaspiele absolviert und vier Tore erzielt.
Im zweiten Oberligajahr mit „BU“, 1978/79, ging es mit der Elf vom Wilhelm-Rupprecht-Sportplatz an der Steilshooper Straße in der Tabelle aber auf den 11. Platz zurück. Zwar kamen mit Trainersohn Andreas Brehme und Joachim Philipkowski herausragende Talente neu in die Mannschaft, aber leistungsmäßig konnte der Weg an die Tabellenspitze nicht vollzogen werden. Kreienbrinck kam auf 20 Einsätze mit zwei Toren. 
Da mit dem neu verantwortlichen DFB-Trainer Erich Ribbeck für die Amateurnationalmannschaft des DFB eine neue Mannschaft zusammengestellt wurde, kamen auch mit Siegmund Malek und Arthur Kreienbrinck zwei Spieler von „BU“ in den Kreis der DFB-Amateure. Der DFB hatte sich vom „Olympia-Amateur“ verabschiedet, man bediente sich jetzt überwiegend aus dem Spielerangebot der regionalen Amateuroberligen. Malek und Kreienbrinck wurden für das Länderspiel am 8. November 1978 in Den Haag gegen die Amateure der Niederlande berufen. Kreienbrinck bildete mit Wolfgang Wolf vom 1. FC Kaiserslautern bei der 0:2-Niederlage das Verteidigerpaar. Neben Verteidiger Wolf kamen mit Torhütertalent Eike Immel, Wolfgang Trapp, Thomas Allofs, Rainer Rühle und Ralf Dusend letztmals noch junge Nachwuchsspieler aus der Bundesliga zum Einsatz. Beim nächsten Länderspiel, den 20. März 1979 in Schwenningen gegen Italien, gehörten diese Spieler dem Kader der DFB-Amateure nicht mehr an. 
Damit war das Kapitel Amateurnationalmannschaft für Kreienbrinck beendet. Bei „BU“ war er noch bis zur Saison 1980/81 in der Oberliga Nord aktiv, kam aber nur noch sporadisch zum Einsatz. In den zwei Runden 1979/80 und 1980/81 lief er nur noch insgesamt in neun Ligaspielen auf. Sein letztes Pflichtspiel in der Oberliga Nord bestritt er am 10. Mai 1981 bei der 1:5-Heimniederlage gegen Eintracht Nordhorn. Unter Spielertrainer Ulrich Schulz stieg „BU“, deutlich geschwächt durch den Weggang von Andreas Brehme, Sigmund Malek und Joachim Philipkowski, im Sommer 1981 aus der Oberliga ab.